# Klok (bel)

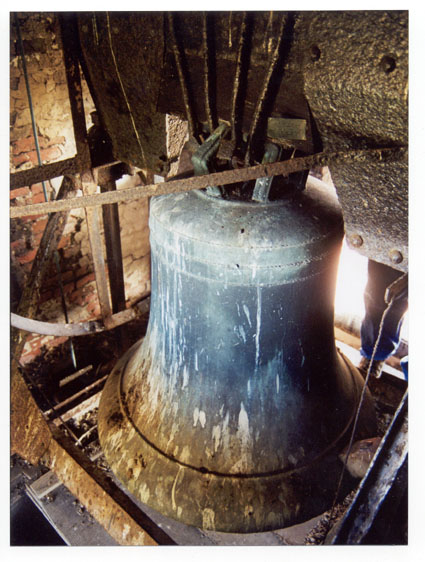
De 13e-eeuwse luidklok van de kluiskerk te Warfhuizen, een van de oudste van Nederland. De klok is opgehangen aan een krukas.

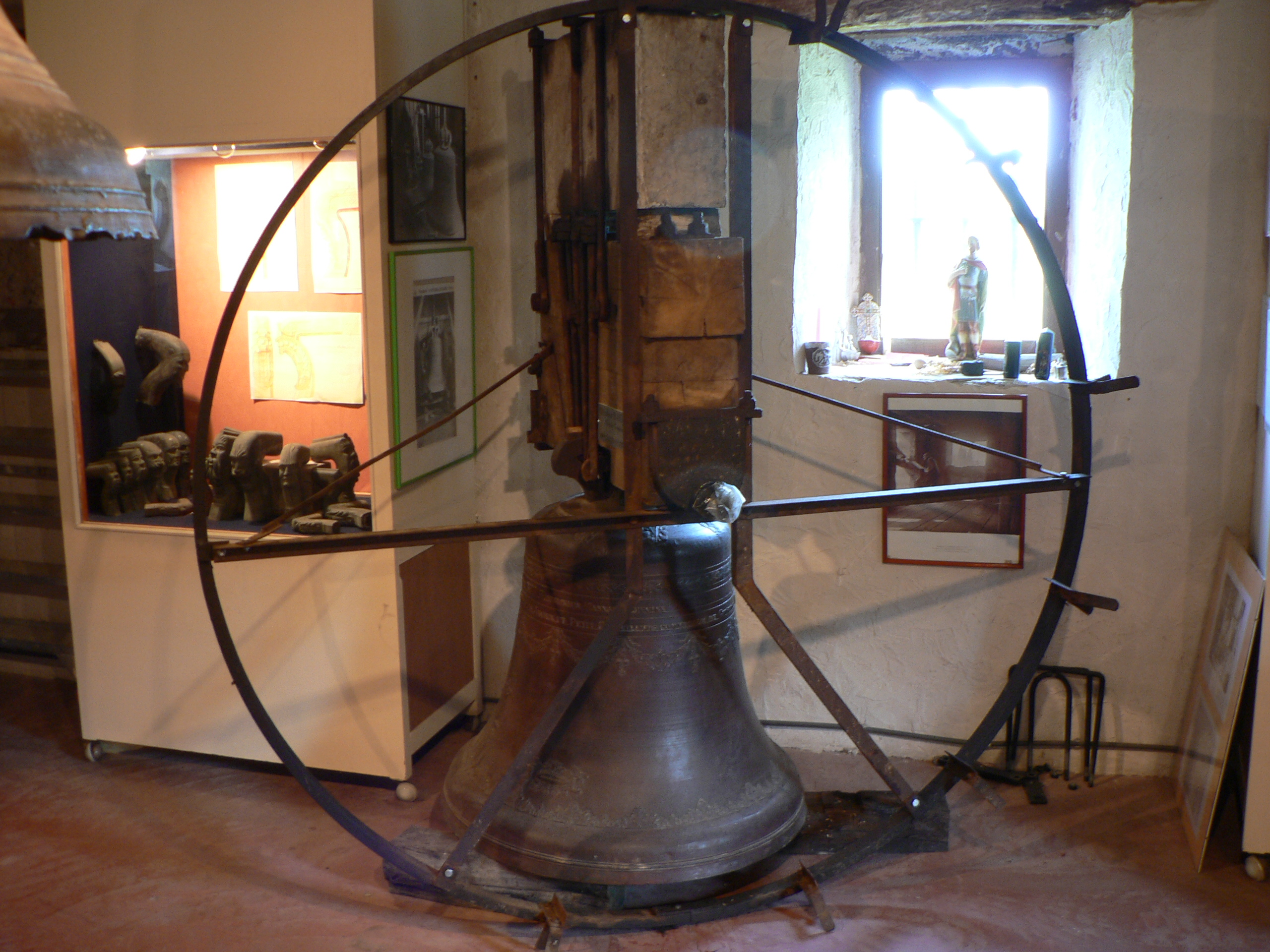
Klokkenwiel

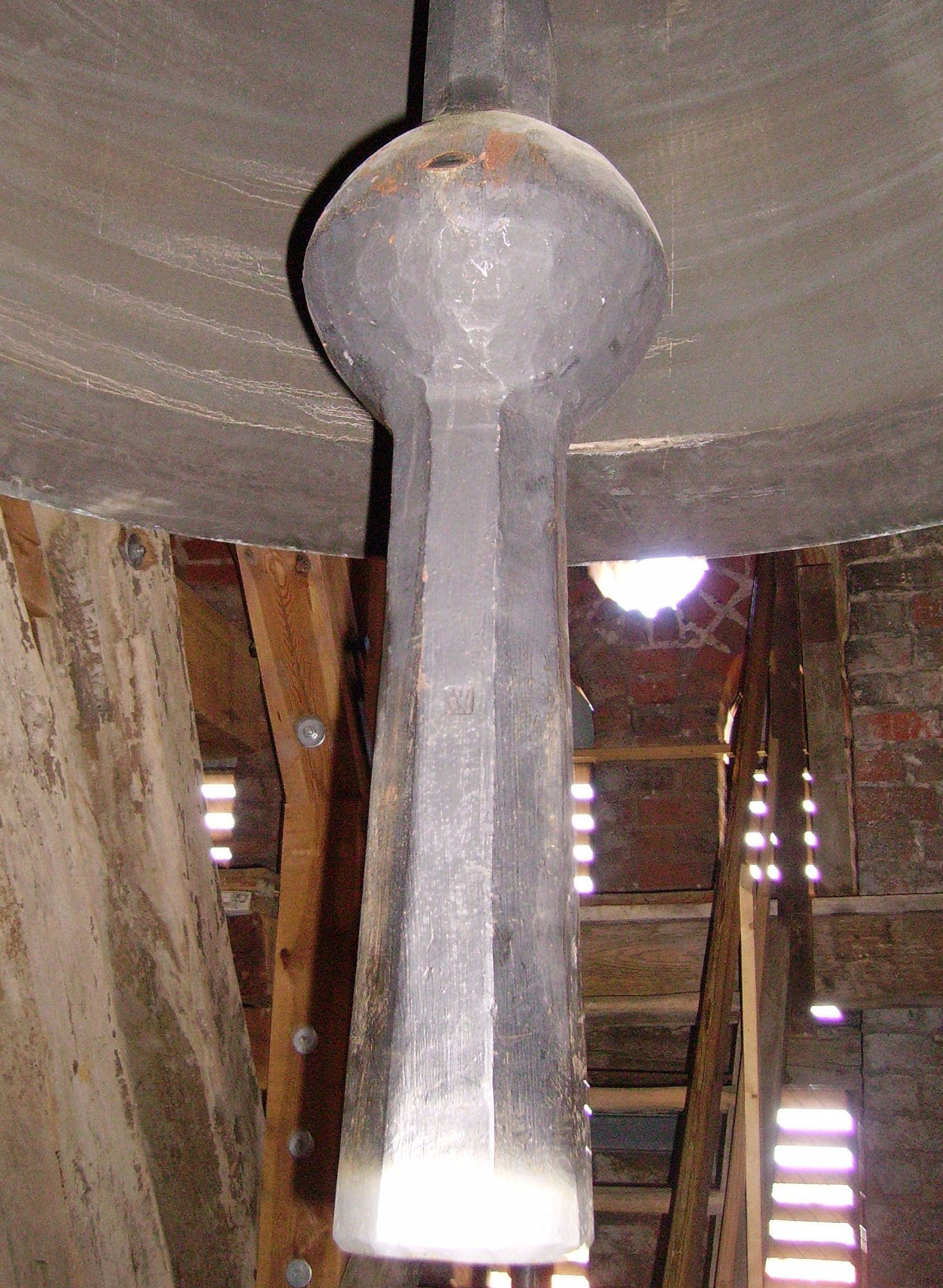
De klepel

Een klok is een metalen, meestal bronzen kelkvormig object, dat door ertegen te slaan een klank voortbrengt. Klokken hangen doorgaans in een (kerk)toren en dienden (en dienen soms nog) om de omwonende bevolking ergens op te attenderen of voor te waarschuwen, zoals een evenement of onraad. Vanouds werden kerkklokken gebruikt om de mensen op te roepen voor de kerkdienst - in sterk kerkelijke landen en streken kan men soms nog zien dat de mensen hun huis uit komen zodra de kerkklok begint te luiden; elders geschiedt het luiden alleen uit traditie. Ook wordt de klok gebruikt om de tijd aan te geven. Doorgaans worden klokken opgehangen in torens om als beiaard (of carillon), een muziekinstrument, dienst te doen. 
Klokken kunnen tot klinken gebracht worden door er met een hamer tegen te slaan of voorzien zijn van een klepel, een soort hamer die middenin de klok hangt. Beiaardklokken hangen stil en worden alleen door het bewegen van de klepel of door de hamer van het automatisch speelwerk tot klinken gebracht. Veel andere klokken zijn beweegbaar opgesteld en worden tot klinken gebracht door de klok te luiden, te bewegen waarbij de klepel tegen de klok komt te slaan. Een beiaard wordt niet geluid, maar bespeeld (via een stokkenklavier en klepels in de klok) of speelt automatisch (via hamers aan de buitenzijde van de klok).
Klokken zijn kostbare symbolen en veel klokken zijn eeuwenoud. Vroeger werden ze gegoten door klokkengieters, die in tijd van oorlog ook kanonnen goten en ook vijzels maakten.

## Geschiedenis
Sommige historici zien vruchten met rammelende zaadjes zoals kalebassen of granaatappels als de voorloper van de klok. Zij verwijzen naar archeologische vondsten van bronzen klokjes in Lorestan, West-Iran, die bovenaan versierd waren met granaatappelblaadjes.:p. 13
De vroegste archeologische bewijzen voor het bestaan van klokken dateren uit de laatste fase van de Yangshaocultuur van rond 3000 v.Chr. (Chinese steentijd). Aardewerken klokken met klepels zijn gevonden bij verschillende archeologische opgravingen. Deze aardewerken klokken werden later vervangen door ijzeren klokken. Hiervan is een exemplaar gevonden in Taosi (Chinese provincie Shanxi) en een viertal exemplaren in Erlitou (Henan), die alle dateren van rond 2000 v.Chr. Waarschijnlijk speelden deze ijzeren klokken een belangrijke rol in de culturen van die tijd. Toen in de Shang-dynastie (ca. 1600-ca. 1050 v.Chr.) andere soorten klokken ontstonden, kregen de ijzeren klokken een meer ondergeschikte rol; zo werden ijzeren klokken op archeologische vindplaatsen uit de Shang- en Zhou-dynastie (ca. 1050-256 v.Chr.) aangetroffen op strijdwagens en als hondenbellen. In de Shang-dynastie werd ook de bianzhong uitgevonden, een muziekinstrument dat bestaat uit in serie opgestelde bronzen klokjes en gebruikt werd in ceremoniële en hofmuziek. De bekendste is de bianzhong van markies Yi van Zeng uit circa 433 v.Chr. met 65 klokken.
Rond 1000 v.Chr. duiken ook de eerste klokken op in West-Azië. Uit de 2e eeuw v.Chr. zijn in Klang (Maleisië) en Battambang (Cambodja) twee bijzondere, vaasvormige bronzen klokken gevonden die waarschijnlijk werden gebruikt voor ceremoniële doeleinden. Die uit Klang bevindt zich nu in het Brits Museum.
In Europa werden in de 4e of 5e eeuw de eerste klokken gegoten. Meestal ging het hierbij om kerkklokken of stadsklokken die in een toren werden opgehangen. Een van de oudste nog bestaande kerkklokken is de Deense klok van Hedeby (nu Duitsland) die in 1978 werd opgegraven en dateert van rond 950. Een klok die nog gebruikt wordt, is de Lullusglocke in de stiftsruïne van Bad Hersfeld. Het opschrift maakt vrijwel zeker dat de klok in het jaar 1038 werd gegoten.
Een van de oudste afbeeldingen van luidklokken uit de Nederlanden bevindt zich op een miniatuur uit het evangeliarium van Egmond waarop de kloosterkerk van Egmond gestileerd staat afgebeeld. Het miniatuur stamt uit circa 975. De oudste klok van Nederland hangt voor zover bekend in de toren van de Sint-Agathakerk in Oudega en dateert, afgaande op de vorm, van rond 1200. Deze bronzen klok wordt anno 2022 nog wekelijks geluid. De oudste gesigneerde luidklok van Nederland die nu nog bestaat, is gemaakt in 1285 en werd geluid in de eerste kerk van Hekelingen. Deze luidklok bevindt zich sinds 1916 in het Rijksmuseum te Amsterdam. Dat in Nederland al in de vroege middeleeuwen klokken werden gegoten blijkt uit de ontdekking van een klokgietkuil uit de 9e eeuw, aangetroffen bij de opgraving van de Karolingische abdij te Susteren (Limburg). In de kuil bevond zich een stookplaats en een basement voor een van was en leem gemaakte mal. Na het smelten van de was werd het brons in de mal gegoten. De oudste klok van België is voor zover bekend de Mariaklok in de Westertoren van de St. Pieter en Pauluskerk in Pulle uit 1309.
Sommige klokken zijn echte stadssymbolen, zoals de Klokke Roeland in Gent of de Triomfklok in Brugge; zij worden alleen geluid bij koninklijke of kerkelijke hoogfeesten.
Tijdens de Tweede Wereldoorlog vond in Nederland en België een grote klokkenroof plaats; honderden klokken werden door de bezetter opgeëist en omgesmolten. Historische klokken van voor de 18e eeuw konden echter meestal behouden blijven.

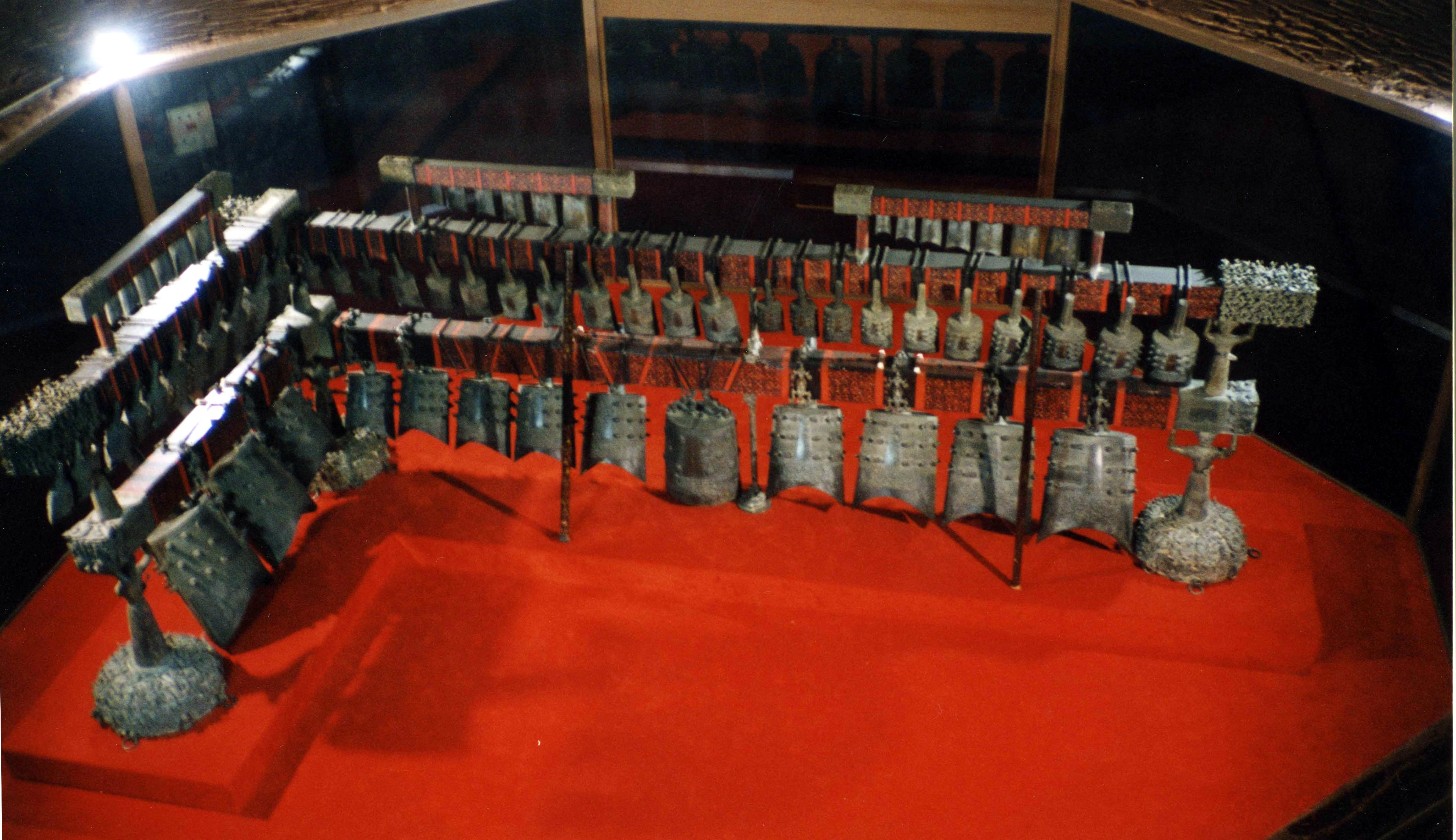
Bianzhong van markies Yi van Zeng (Provinciaal museum van Hubei)
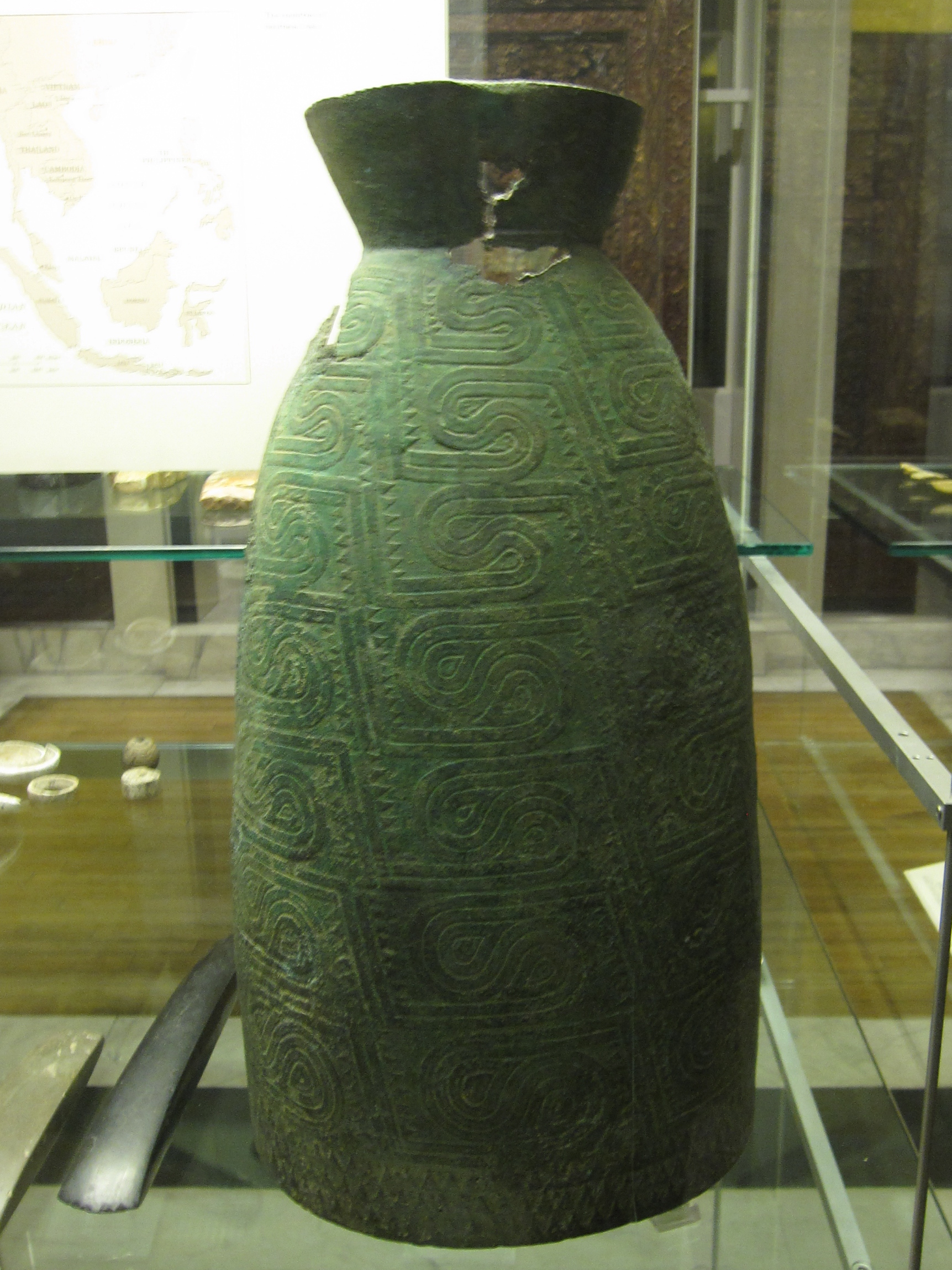
Vaasvormige bronzen klok uit het Maleisische Klang (2e eeuw v.Chr., Brits Museum)
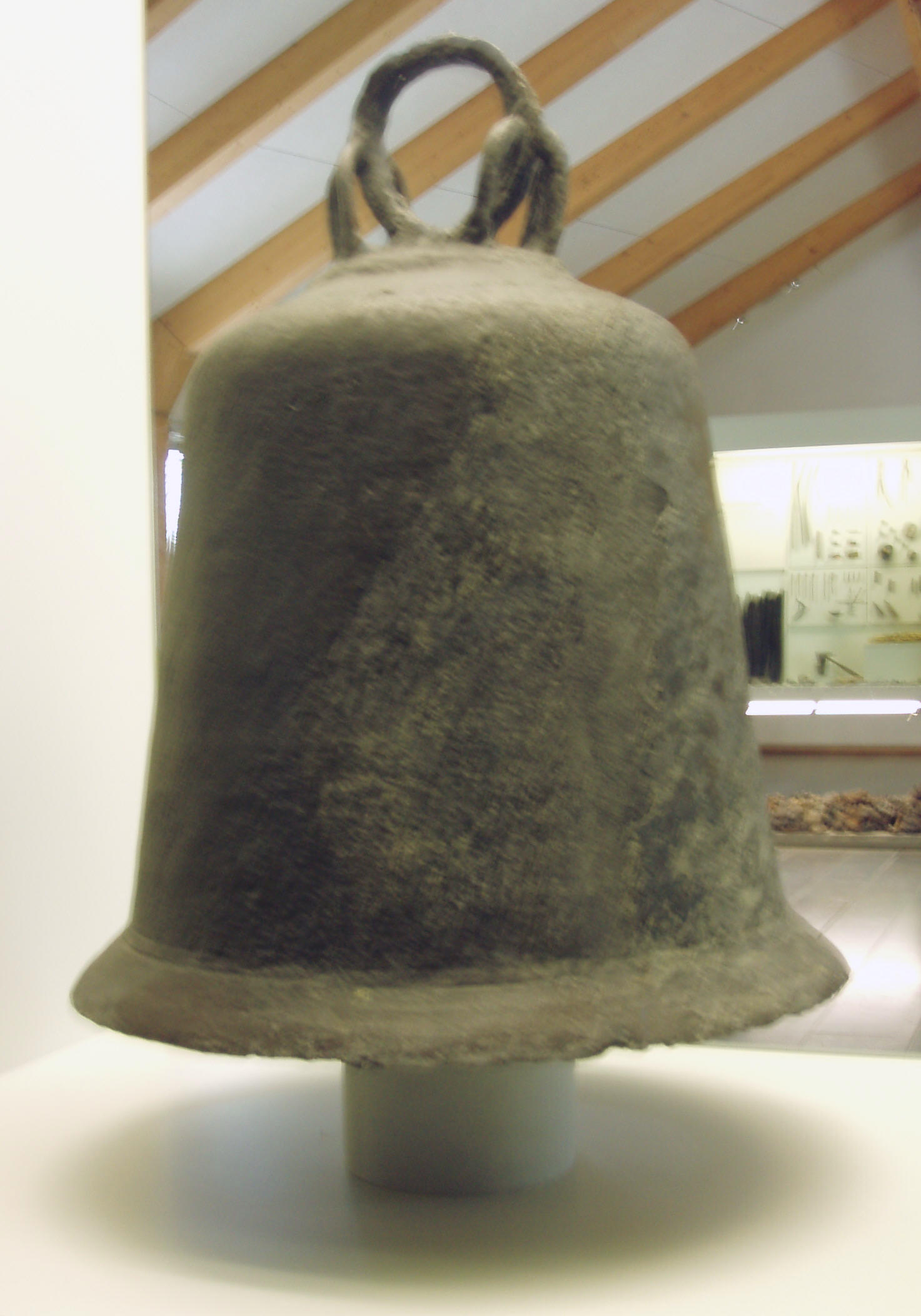
Klok van Hedeby uit circa 950 (Wikinger Museum Haithabu, Busdorf)
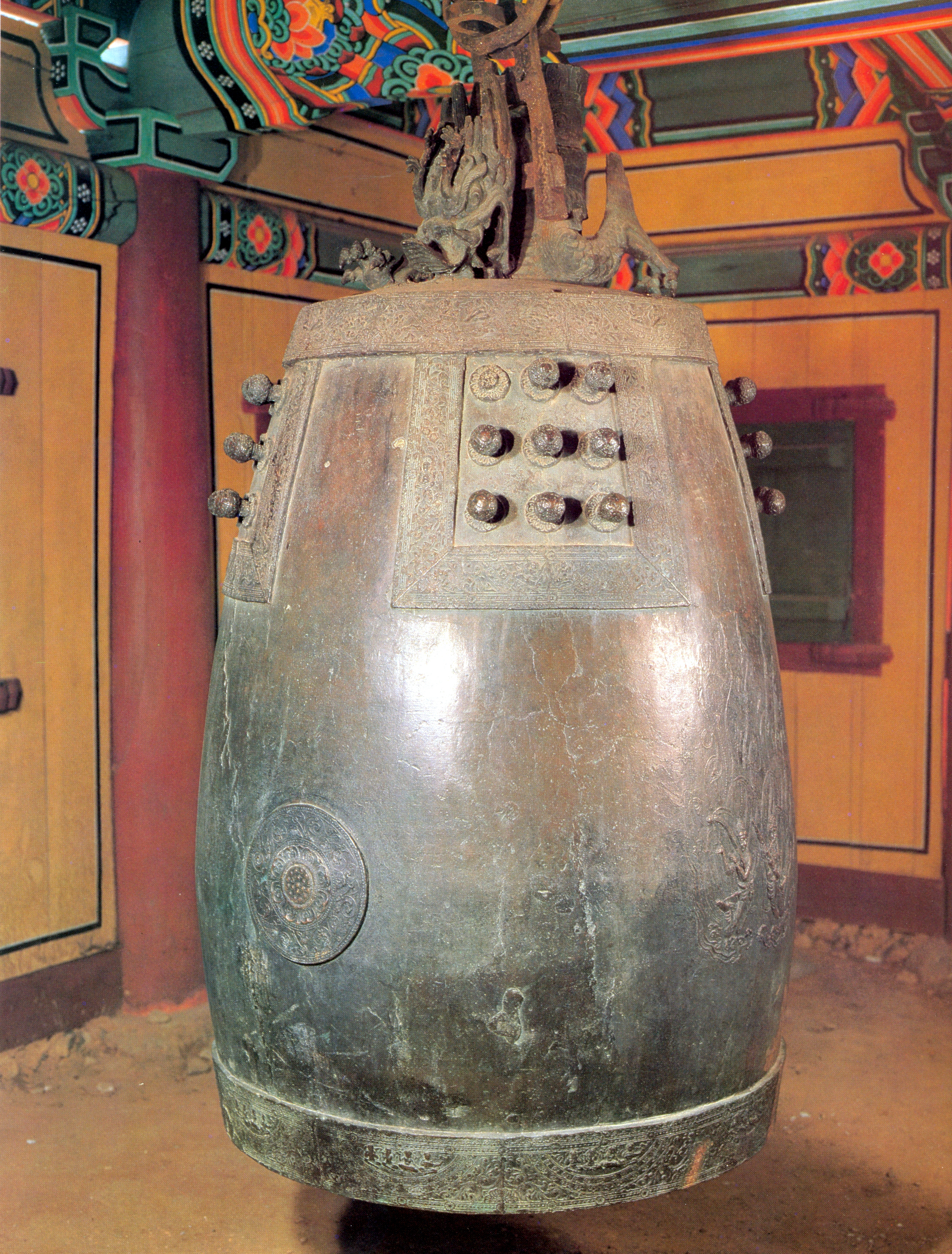
De klok van Sangwonsa is de oudste bronzen klok van Zuid-Korea en dateert uit 725
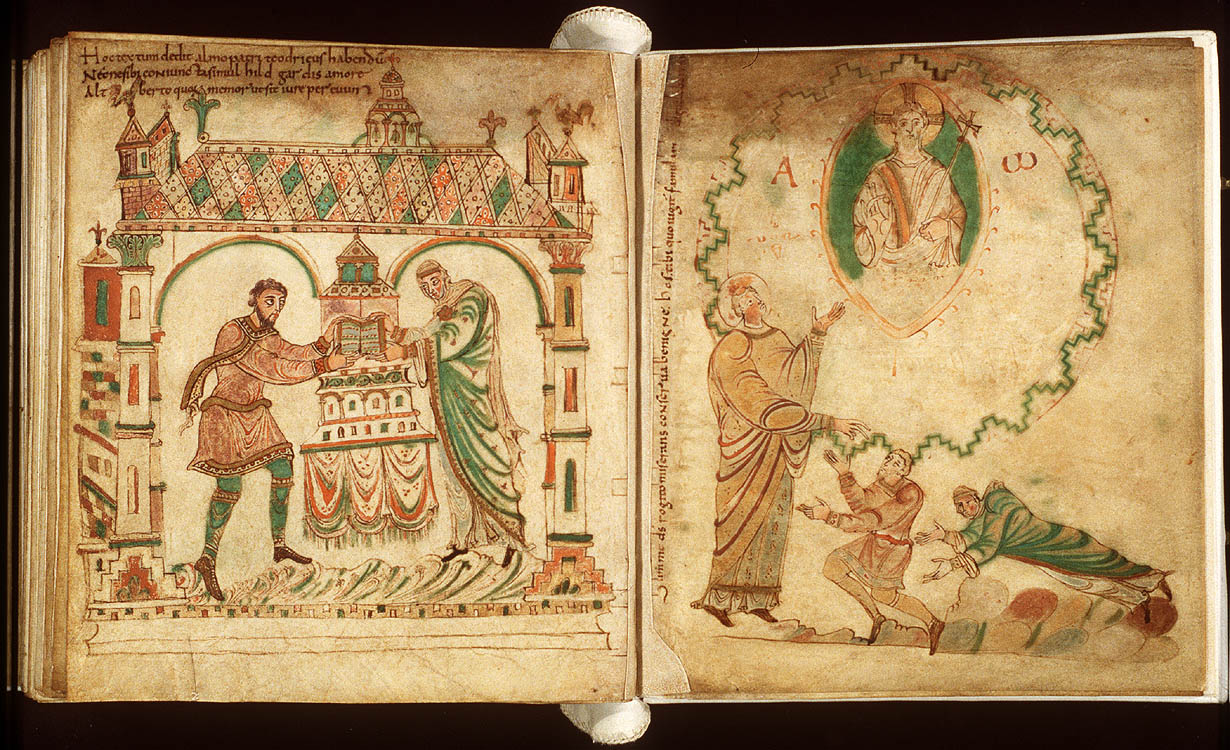
Miniatuur uit het evangeliarium van Egmond met de voor zover bekend oudste afbeelding van een klok in Nederland (linkerafbeelding, klokkoepel middenboven het dak)
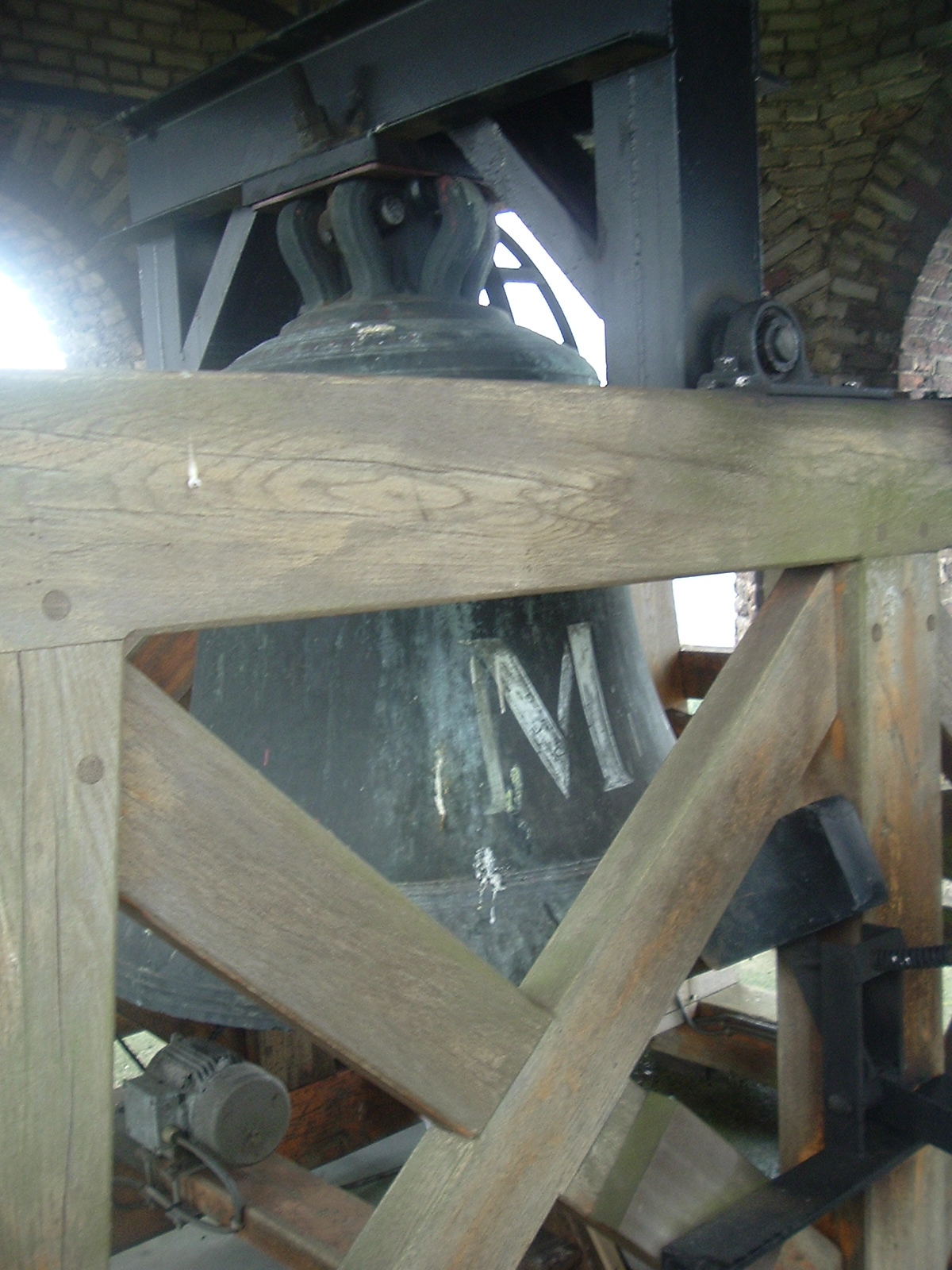
Monumentale klok in de Sint-Martinuskerk in Gennep

## Legeringen

### Klokkenbrons
Klokken worden meestal gegoten uit brons: een legering van 76-80% koper en 20-24% tin. Deze legering wordt klokspijs genoemd en wordt gezien als de ideale legering voor klokken. Het materiaal is vrijwel niet onderhevig aan corrosie, heeft voldoende sterkte en draagt bij tot een maximale klankrijkdom. Hoe hoger het tingehalte is hoe beter de klokken klinken. Dit komt tot uiting door een zilverachtige warme klankkleur en een lange uitklinktijd (nagalm).
Doordat het materiaal van klokken bruikbaar is voor de oorlogsindustrie, hebben kerken vele eeuwen tijdens verschillende bezettingen hun klokken zien verdwijnen. De Nederlandse Klokken- en Orgelraad stelde in 1937 een lijst op van kerkklokken die in tijd van oorlog 'geofferd' zouden worden. Rond 1940 waren ongeveer 9000 torenklokken ingedeeld, met een totaal gewicht van ongeveer 3.500.000 kg. De Inspectie Kunstbescherming voorzag de klokken van een stempel: A, B, C, M of P. M stond voor een monumentale klok. Slechts 25 procent kon blijven hangen; de rest zou in geval van oorlog worden afgevoerd. De Duitse bezetter maakte dankbaar gebruik van de lijst. In 1945 waren er 4660 klokken afgevoerd en omgesmolten. Dit betrof een totaal gewicht van 1.918.000 kg, 55,6% van de geregistreerde klokken. Veel andere landen hielden dat niet zo precies bij. Geschat wordt dat er in Duitsland in de Eerste Wereldoorlog zo'n 65.000 klokken zijn omgesmolten en in de Tweede Wereldoorlog ongeveer 45.000, dat is ongeveer tachtig procent van het totale aantal. In de Eerste Wereldoorlog werden in Duitsland alleen klokken omgesmolten die waren gegoten ná 1860.
In de jaren na de Tweede Wereldoorlog was het klokkenbrons van mindere kwaliteit en slechter verkrijgbaar. Klokkengieters in Nederland maakten daarom gebruik van een laag tinpercentage waardoor deze klokken slechter klinken dan normaal is bij bronzen klokken. Ook werd vaak lood toegevoegd, wat funest is voor een goede klankkwaliteit. Pas vanaf de jaren zeventig was weer klokkenbrons van hoge kwaliteit beschikbaar.
Het gieten van klokken is een ambacht: voor elke klok moet een vorm worden gemaakt, en het gieten vereist veel geduld en vakmanschap. Klokkengieters voorzien hun werk vaak van een randschrift waarin met enige trots wordt vermeld wie de maker is.
Schiller heeft een gedicht geschreven (Das Lied von der Glocke) waarin de vorming van een mens wordt vergeleken met het gieten van een klok.

### Klokken uit gietstaal
Van 1851 tot 1970 werden in Bochum (Duitsland) door Bochumer Verein klokken gegoten uit gietstaal. Tot midden in de jaren vijftig werden meer dan 20.000 staalklokken gegoten en over de gehele wereld verspreid. De populariteit van staalklokken nam vooral toe in Duitsland na de oorlogsjaren doordat veel bronzen klokken toen omgesmolten waren en vlak na de oorlog brons moeilijk verkrijgbaar was. Hierdoor was een staalklok een goedkoper alternatief dan een bronzen klok. Na de jaren zestig nam de vraag naar staalklokken zover af dat Bochumer Verein uiteindelijk gestopt is met de productie. Staalklokken worden vanwege slechte klankkwaliteit en roest steeds meer vervangen door bronzen klokken.
Staalklokken bezitten een zogenoemde flenskroon. De klankkwaliteit van een staalklok is beduidend minder dan bij bronzen klokken. Vooral de uitklinktijd is opvallend kort. Om tot een beter klankresultaat te komen wordt de klepel vaak voorzien van een bronzen stift. Verder zijn staalklokken in hoge mate gevoelig voor corrosie waardoor ze maar een korte levensduur hebben. Doordat staalklokken voor dezelfde toonhoogte een grotere diameter hebben dan bronzen klokken hebben ze een langzamer luidtempo dan bronzen klokken. Een goed voorbeeld van een staalgelui hangt in de dom van Osnabrück.

### Gietijzeren klokken
De bekendste klokkengieterij die klokken vervaardigde van gietijzer was Weule uit Bockenem in Duitsland. Vandaar dat deze klokken ook Eisenhartgußglocken genoemd worden. Daar gietijzer poreus is en de voor deze klokken gebruikte ijzerlegering zeer gevoelig is voor roestvorming vanuit de kristalstructuur, is de levensduur van de klok beperkt. De klankkwaliteit van deze klokken is vaak niet bijzonder. Wanneer men een gietijzeren klok van dezelfde toonhoogte vergelijkt met een bronzen klok, is te constateren dat de diameter en het gewicht hoger uitvallen. Een goed klinkende gietijzeren klok bevindt zich in de gereformeerde kerk te Harkema.

### Messing klokken
De Briloner klokkengieterij Junker begon vanaf 1930 met het gieten van messing klokken, die bestaan uit een tinvrije legering met circa 92% koper. De klankeigenschappen van deze klokken zijn meer te vergelijken met bronzen klokken dan met stalen of gietijzeren klokken; ze hebben echter een kortere uitklinktijd dan bronzen klokken.

### Zinken klokken
Klokken gegoten uit zink werden in de late oorlogsjaren gemaakt uit een koper-zinklegering. Normaliter bezitten deze klokken geen kroon en ze zijn in klankkwaliteit uit te drukken als uiterst mat, dof en kort van toon.

### Witbronzen klokken
Witbronzen klokken zijn gegoten uit een aluminium-koperlegering. De eigenschappen van deze legering zijn dat het materiaal extreem week is waardoor de klok tijdens het luiden een zeer hoge slijtage heeft. Klanktechnisch gezien hebben deze klokken praktisch geen nagalm (uitklinktijd) en een doffe klankkleur.

## Gietproces
Alvorens een klok gegoten kan worden, moet er een mal gemaakt worden waarin het vloeibare brons gegoten kan worden. Het gehele proces valt onder de zogenoemde verlorenwasmethode.

### Mal
Om de precieze vorm van de klok vast te leggen moet er eerst gebruik worden gemaakt van twee mallen. Deze kunnen gemaakt zijn van houten of metalen platen. Hierop wordt op de ene mal de binnenvorm getekend en op de andere mal de buitenvorm. Vervolgens worden deze uitgezaagd zodat deze bruikbaar is voor het vervolgproces.

### Kern
De kern is de basis van de uiteindelijke klokkenmal waarin de binnenmaat wordt vastgelegd. De kern wordt opgebouwd uit bakstenen totdat hij vlak onder de binnenmal uitkomt. De mal is vervolgens bevestigd aan een spil die kan ronddraaien zodat de klok symmetrisch wordt. Vervolgens wordt door middel van leem de kern verder opgevuld tot aan de mal. Doordat de mal ronddraait wordt het overtollige leem van de kern afgeschraapt, waardoor de kern de juiste afmetingen krijgt. Wanneer dit proces voltooid is, wordt het leem gedroogd alvorens begonnen kan worden met de volgende stap.

### Valse klok
De eerste mal voor de binnenvorm wordt verwijderd en de tweede mal wordt bevestigd aan de spil. Deze mal kan uitsparingen bevatten die dienen om op de valse klok sierringen aan te brengen. Het overige gedeelte wordt nu opgevuld door was. Via dezelfde methode als de kern wordt het overtollige was door middel van de mal weggeschraapt. Wanneer dit proces voltooid is en het was gedroogd is, kan de klokkengieter overige versieringen en teksten op het wasmodel plakken. Ook dit geschiedt met was. De van bijenwas gemaakte klok heeft nu de exacte vorm van de toekomstige gegoten klok.
Komt er tekst op een klok, dan kan dat een spreuk of gedicht zijn. Ook staat er vaak iets over de wijze waarop de klok gemaakt is, bijvoorbeeld "Gherardus de Wou me fecit" (Geert van Wou maakte mij), met het jaartal, vaak in Romeinse cijfers. Ten slotte heeft een klok vaak een naam en ook die wordt op de klok vermeld, soms met de toevoeging ".... is myn naem". Wordt de klok naar een persoon genoemd, dan gebruikt men steeds de voornaam zonder meer. De klok kan dus niet Sint Maarten of Frits Philips heten, maar wel Maarten of Frits.

### Mantel
Over de zogenoemde valse klok wordt opnieuw een leemlaag aangebracht die als een mantel om de klok heen zit. Deze leemlaag wordt door andere materialen verstevigd, bijvoorbeeld door vlas, zodat de mantel afneembaar is van de kern en de valse klok, zonder dat hij beschadigd wordt of scheurt. Aan de binnenkant van de mantel staat nu precies de afdruk van de valse klok. Wanneer dit voltooid is, moet de mantel drogen. Vervolgens wordt de mantel van de kern afgenomen en wordt het was voorzichtig uitgenomen, zodat er geen beschadigingen ontstaan aan de kern en de mantel. Hierna worden de kern en de mantel ingesmeerd met grafiet om ervoor te zorgen dat de toekomstige klok makkelijk loslaat van deze elementen. Hierna wordt de mantel weer op de kern gezet waardoor er nu een holle ruimte is gecreëerd waar het brons in kan lopen. Vervolgens worden de kern en mantel ingegraven in zand. Dit wordt gedaan om te voorkomen dat tijdens het gieten door de opwaartse druk van het brons de mantel losraakt van de kern. Verder wordt er een loopkanaal aangelegd waardoor het brons in de mal kan stromen. Tevens wordt een ontluchtingskanaal aangebracht.

### Gieten
In een vuurvaste oven wordt een hoeveelheid brons verwarmd tot het smeltpunt. Wanneer het brons vloeibaar is geworden, laat men het in de mal lopen. Dit proces gaat door totdat de mal geheel gevuld is met brons. De gieting is voltooid.

### Uitpakken van de klok
Wanneer het brons voldoende is afgekoeld, wordt de klok uit de vorm gehaald. Vervolgens wordt de klok verder afgewerkt door middel van polijsten. In de moderne klokkengieterij worden de klokken in vuurvaste cement gegoten, dat sneller afkoelt, maar ook een nadelige invloed heeft op de klank van bijvoorbeeld speelklokken voor een beiaard.

### Stemmen
Ten slotte kan de klok gestemd worden. Voor beiaarden is dit noodzakelijk, luidklokken worden historisch gezien altijd op toon gegoten en dus niet gestemd.
Bij een klok worden alle boventonen apart gestemd, een kunst die tegenwoordig meestal met behulp van computers wordt uitgevoerd. De beroemde klokkengieters Pieter en François Hemony stemden hun klokken met behulp van een stavenspel waarop zandkorrels lagen die door de resonantie bij de juiste toonhoogte begonnen te bewegen in Chladni-patronen. De gebroeders Hemony werden hierbij geholpen door een fluitist uit Utrecht: jonkheer Jacob van Eyck. Het stemmen geschiedt door op een draaibank langs de binnenkant van de klok op bepaalde plaatsen materiaal weg te snijden.
Na het stemmen is de klok klaar om opgehangen te worden in een toren.

## Klokkengieters in Nederland

### Historische klokkengieters
Nederland heeft een rijke geschiedenis betreffende klokkengieters.
- Geert van Wou te Kampen, 15e en 16e eeuw. Luidklokkengieter. Goot onder andere de beroemde Gloriosa van de dom van Erfurt in Duitsland.
- Hans Falck (Neurenberg, 1578 – 1653), werkzaam in Leeuwarden.
- Assuerus (Ahasverus) Koster te Amsterdam, eerste helft 17e eeuw.
- Pieter en François Hemony te Amsterdam, werkzaam in de 17e eeuw.
- Jan Albert de Grave te Amsterdam, werkte met Claes Noorden, de meesterknecht van de gebroeders Hemony.
- De drie generaties Ouderogge in Amsterdam, Rotterdam en Den Haag, 17e eeuw.
- Gerhart Schimmel te Deventer, 17e eeuw.
- Mammes Fremy, werkzaam in Amsterdam eind 17e eeuw. Goot in 1682 een carillon voor Purmerend.
- Claude Fremy, werkzaam in Amsterdam eind 17e eeuw. Goot onder ander een luidklok voor de plaatselijke Westertoren.
- Melchior de Haze, werkzaam in Antwerpen. Werkte voor Den Haag en Alkmaar (onder andere voor de Waag).
- Johan Christiaan Borchhard te Enkhuizen, derde kwart 18e eeuw. Goot een carillon voor de Grote of Martinikerk in Sneek.
- Alexius Petit te Aarle-Rixtel, vierde kwart 18e eeuw.
- Johan Specht te Rotterdam, met klokken bekend van 1749 tot 1768.[13]

Gezamenlijk leverden zij belangrijke bijdragen aan de campanologie.

### Huidige klokkengieters
- In 1872 legde Bonaventura Eijsbouts de basis voor wat nu Koninklijke klokkengieterij Royal Eijsbouts is. Oorspronkelijk opgeleid tot horlogemaker startte hij, vanwege zijn grote belangstelling voor klokken en uurwerken, een "fabriek van torenuurwerken" in een kleine werkplaats achter zijn huis.  Dankzij de hoge kwaliteit en nauwkeurigheid van zijn uurwerken volgden de opdrachten elkaar snel op, waardoor de werkplaats al snel te klein werd en in 1905 moest wijken voor een nieuw gebouw op de plaats waar het bedrijf tot op heden is gevestigd. Eijsbouts is uitgegroeid tot de grootste klokkengieterij ter wereld.
- Klokken- en Kunstgieterij Reiderland te Beerta en Finsterwolde.
- Nadat klokkengieterij Van Bergen te Heiligerlee in 1980 de poorten gesloten had, zette de Utrechter Simon Laudy vanaf 1988 de lange traditie van klokkengietersactiviteiten in het noorden van Nederland voort. Aanvankelijk voerde hij zijn activiteiten uit onder de vlag van het Klokkengieterijmuseum Heiligerlee. In 1995 vestigde Laudy zich zelfstandig onder de naam Laudy, Klokken- en Kunstgieterij Reiderland. Simon Laudy staat onder meer bekend om zijn aanvullingen van bestaande beiaarden (in samenwerking met Gideon Bodden) en historisch gelui zoals in de toren van de Bovenkerk te Kampen.

## De klepel
Een juist geproportioneerde klepel speelt een belangrijk rol voor de klankkwaliteit van de klok. De klepel bestaat uit de volgende onderdelen:
- blad, hieraan is de klepel bevestigd, door middel van een leren band, aan het klepeloog in de klok;
- schacht, het gedeelte tussen blad en klepelbol;
- klepelbol, ronde bol die tegen de klok aan slaat tijdens het luiden;
- vlucht of staart, het gedeelte dat zich onder de klepelbol bevindt.

De klepel weegt circa 3,5% van het totale klokgewicht. Een te zwaar geproportioneerde klepel veroorzaakt vooral bij het vallendeklepelsysteem een hoge slijtage van de klok, waardoor een verhoogd risico ontstaat op scheuren van de klok. De grootte van de klepelbol heeft invloed op de klankverhouding van grond- en boventonen. In de regel geldt dat de klepelbol 5/3 is van de slagringsterkte van de luidklok. Het zwaartepunt van de klepel moet zich bevinden in de bol en moet de klok raken op de slagrand.
De klepel is normaliter gemaakt van gesmeed ijzer. Een klepel die gemaakt is van te hard materiaal, beïnvloedt de klank van de klok op negatieve wijze, bovendien wordt de klok zwaarder belast.

## Ophanging
De luidklok klinkt doordat de hele klok om een as draait. Deze as brengt men in beweging met behulp van het klokkenwiel, ook wel luidwiel genoemd. Dit wordt tegenwoordig vaak met een motor gedaan, maar klokkenluiders kunnen het ook met een touw of met de hand doen.

### Rechte luidas, vliegende klepel
De klok hangt aan een rechte as die boven de klok zit. Het gehele gewicht van de klok hangt onder het draaipunt van de as. Dit is voor Nederlandse klokken de historisch juiste ophanging. Vóór de Tweede Wereldoorlog hingen (op een enkele uitzondering na) alle klokken aan rechte assen. In de oorlog moesten alle klokken uit de torens gehaald worden. Toen ze na de oorlog opnieuw opgehangen werden, zijn de klokken, met als argument "lichter luiden", omgehangen tot krukas. In de Dom te Utrecht bevinden zich klokken van wel ruim 8 ton met een vliegende klepel. Ook de 24 ton wegende Sint-Pietersklok in de Dom van Keulen hangt aan een rechte as. De klok draait tot de hoogte van de as en de klepel vliegt tegen de slagrand aan de bovenkant wat resulteert in maximale klankrijkdom en een lage belasting voor de luidklok zelf. Deze manier van ophanging is standaard in Duitsland, Zwitserland, Oostenrijk, Liechtenstein, Tsjechië, Luxemburg en Frankrijk.

### Gekrukte luidas, vallende klepel
De klok is ingewerkt in de as, de zogenaamde krukas; het gewicht is verdeeld in circa 2/3 klokgewicht onder het draaipunt en 1/3 klokgewicht boven het draaipunt. Hierdoor dient het gedeelte wat zich boven het draaipunt bevindt als een soort contragewicht. De luidtempo is minder snel dan bijvoorbeeld bij de rechteastechniek; de klok kantelt en de klepel valt (beter gezegd botst) tegen de slagrand aan de onderkant. Dit resulteert in hoge reactiekrachten op de klok, wat uiteindelijk kan resulteren in het scheuren van de klok. Ook wordt de klok belast door inwendige krachten doordat de klok zelf een gedeelte van haar eigen gewicht moet dragen tijdens het luiden. De klankrijkdom van een luidende klok aan een krukas is beduidend slechter dan een klok aan een rechte as. Het voordeel van dit systeem is dat de klokkenluider minder kracht hoeft te zetten om de klok in beweging te brengen. Deze techniek is in Nederland het meest toegepast, echter door de nadelige effecten van dit systeem op de klok, vanwege een hoge slijtage, worden vooral de historische, maar ook niet historische luidklokken weer omgehangen naar een rechte luidas. Na de Tweede Wereldoorlog zijn de weinige teruggekeerde klokken, die in 1943 bij de klokkenroof waren meegenomen, voor het overgrote deel aan deze krukassen komen te hangen.

## Lassen
Door een verkeerde ophanging (krukas), een verkeerd geproportioneerde klepel of te hoog opluiden van de klok is er een verhoogd risico aanwezig dat de klok barst. Dit houdt in dat er in de klok op een bepaalde plaats een scheur zit. Het komt ook voor dat de klok doorboord is en doorstoken met ijzeren draadstangen. Door uitzetting van de draadstangen (door roesten) komen er extra krachten op de klok te staan, die uiteindelijk ook resulteren in scheuren. Wanneer de klok gebarsten is, heeft de klok zijn klank grotendeels verloren. Verder is er een groot risico dat bij doorluiden een stuk brons uit de klok valt. Daarom worden klokken die gebarsten zijn meteen stilgelegd. Sinds de 20e eeuw is het mogelijk om de klok te laten lassen. Het lassen bestaat uit de volgende processen:
- wegslijpen van brons rondom de scheur;
- verwarmen van de klok tot circa 400 graden Celsius;
- oplassen van de scheur met brons;
- klok langzaam laten afkoelen;
- nabewerking.

Op deze wijze kunnen vooral historische klokken weer in hun oude glorie hersteld worden. Vóór de 20e eeuw werden gescheurde klokken omgesmolten waarbij het brons weer gebruikt werd voor een nieuwe klok.
Klokkenfirma’s die zich bezighouden met lassen zijn:
- Lachenmeyer te Nördlingen (Duitsland)
- Eijsbouts te Asten (provincie Noord-Brabant, Nederland)

## Gebruik
Er zijn vele manieren en gebruiken om een klok tot klinken te brengen. Veelal zijn deze gebruiken per regio, of reden tot het luiden, verschillend.

### Luiden
Bij luiden zwaait men de klok heen en weer zodat de klepel afwisselend tegen de beide zijden van de klok slaat; dit in tegenstelling tot speelklokken in een beiaard die stil hangen en bespeeld worden. Een beiaard of carillon luidt dus niet maar wordt bespeeld. Soms kunnen enkele bassen in de beiaard als luidklok gebruikt worden en bewegen dan wel. Het luiden wordt gebruikt meestal een kwartier voor de protestantse kerkdiensten en katholieke missen, trouwerijen, begrafenissen en (nationale) feest- en gedenkdagen zoals Pasen, Kerstmis, Koningsdag, dodenherdenking en dergelijke. Bij veel protestantse kerken wordt ook geluid tijdens het bidden van het 'Onze Vader' in de kerkdienst, in katholieke kerken tijdens de consecratie in de eucharistieviering.
Ook bestaat er het luiden om dagdelen aan te geven, zoals het angelusluiden (katholiek) om 6.00, 12.00 en 18.00 uur. Het eigenlijke luiden wordt voorafgegaan door drie maal drie keer kleppen van een stil hangende klok. De traditie van het angelus (De engel des Heren noemt met dit ook wel) bestaat nog in veel steden en dorpen in Nederland en de rest van de wereld. Naast het angelusluiden bestaat er het tijdluiden van de werktijden (protestants). Deze wijze komt onder meer nog voor bij een aantal dorpen in Friesland en op het Zeeuwse eiland Tholen.

### Kleppen
Bij kleppen hangt de klok stil waarbij alleen de klepel wordt bewogen of men zwaait de klok heen en weer waarbij de klepel van de klok slechts aan één zijde slaat. Deze manier wordt gebruikt om een sober geluid voort te brengen (rouwluiden bij begrafenis) of om een precies aantal klokslagen te verkrijgen. Bij brand of dijkdoorbraak werd de klok snel geklept om de mensen te waarschuwen. Hierbij wordt de klok minutenlang geklept aan slechts één kant waarbij de grootte van de luidklok niet uitmaakt. Tegenwoordig hebben computergestuurde sirenes dit overgenomen.
Het kleppen voor een precies aantal klokslagen gebeurt bijvoorbeeld bij het handmatig luiden van het Angelus. Voordat een angelusklok luidt, gaan eerst drie maal drie klokslagen voor. Met een elektrische mechaniek zorgt een uitwendige hamer voor deze slagen (hetzelfde als bij het aangeven van de uren). Bij het handmatig luiden van het Angelus wordt de klok licht geluid of gekanteld om deze drie maal drie klokslagen te verkrijgen.
Ook kan men een klok kleppen bij de consecratie (Rooms Katholiek). Bij de opheffing van de hostie en het heilig bloed in de miskelk wordt er binnen het kerkgebouw geluid met een altaarschel, maar soms ook in de toren geklept met een luidklok. Hierbij is het noodzakelijk dat de klok slechts drie maal slaat. Bij deze manier van kleppen worden vaak de kleinere luidklokken gebruikt, simpelweg omdat kleine klokken beter controleerbaar zijn zodat men het precieze aantal slagen krijgt.
Omdat kleppen alleen handmatig mogelijk is, wordt het nog weinig gedaan. Zo laten veel kerken de klok gewoon 'normaal' luiden bij consecraties en begrafenissen.
Bij de Koninklijke marine werd om de dertig minuten een scheepsbel geklept om de tijd aan te geven. Na acht keer waren er vier uren verstreken en werd de wacht afgelost.

### Beieren
Bij het beieren hangt de klok stil en beweegt men de klepel naar de klokwand toe totdat de klepel de klok raakt. Deze manier wordt gebruikt bij het bespelen van een beiaard (vandaar ook wellicht de herkomst van de naam beiaard), maar ook bij uitzonderlijke klokken. De Sint Nicolaaskerk te Denekamp in Overijssel staat bekend om het beieren van haar klokken.

### Slaan
Bij slaan hangt de klok stil en wordt de klok aangeslagen door middel van een externe hamer. Dit wordt vooral gedaan bij het aangeven van de uren door een uurwerk. Soms gebeurt dit door een mechanische pop, en dan spreekt men van een jaquemart.
Het is niet ongewoon dat een klok tegelijk dienstdoet als luidklok (zwaaiende klok met klepel in het midden) en als beiaard- of slagklok (stilhangende klok met hamer opzij). De beiaardhamer zit dan meestal aan de buitenkant, zodat hij niet in de weg zit als de klok in beweging komt. Soms verbindt de torenwachter de klepels met het klavier voor de beiaardier gaat spelen, zoals in de toren van de Sint-Romboutskathedraal in Mechelen.

### Vierkantluiden
Is een luidmethode zoals beschreven bij 'luiden' wat uitgevoerd wordt bij twee of drie luidklokken bevestigd aan rechte luidassen. Het vierkantluiden wordt veroorzaakt door de grote klok op normale hoogte te luiden en de kleine klok hoger op te luiden. Hierdoor ontstaat bij de kleine luidklok een lager luidtempo waardoor hij in hetzelfde tempo kan luiden als de grote klok. Door er voor te zorgen dat de slagen van de kleine klok precies tussen de grote klok vallen, is er sprake van vierkantluiden. Dit luiden wordt nog altijd toegepast in zuidoost Friesland, echter zijn er aanwijzingen die er op kunnen duiden dat ook in de provincie Groningen en Oost-Friesland (Duitsland) de klokken vroeger zo geluid zijn.

### De Spaanse wijze
In Spanje en zijn voormalige koloniën alsmede in het zuiden van Frankrijk worden de klokken aan de buitenzijden van een speciale toren gehangen. De klokken zijn allemaal van het vliegende type, maar zijn doordraaiend. De klok draait dus altijd door in één richting (ze gaat over de kop), tot het touw op is, waarna de klok in tegengestelde richting gedraaid wordt. De klank is hier veel krachtiger, doordat de g-kracht maximaal wordt benut en door de plaatsing van de klokken.

### Change ringing(wisselluiden)

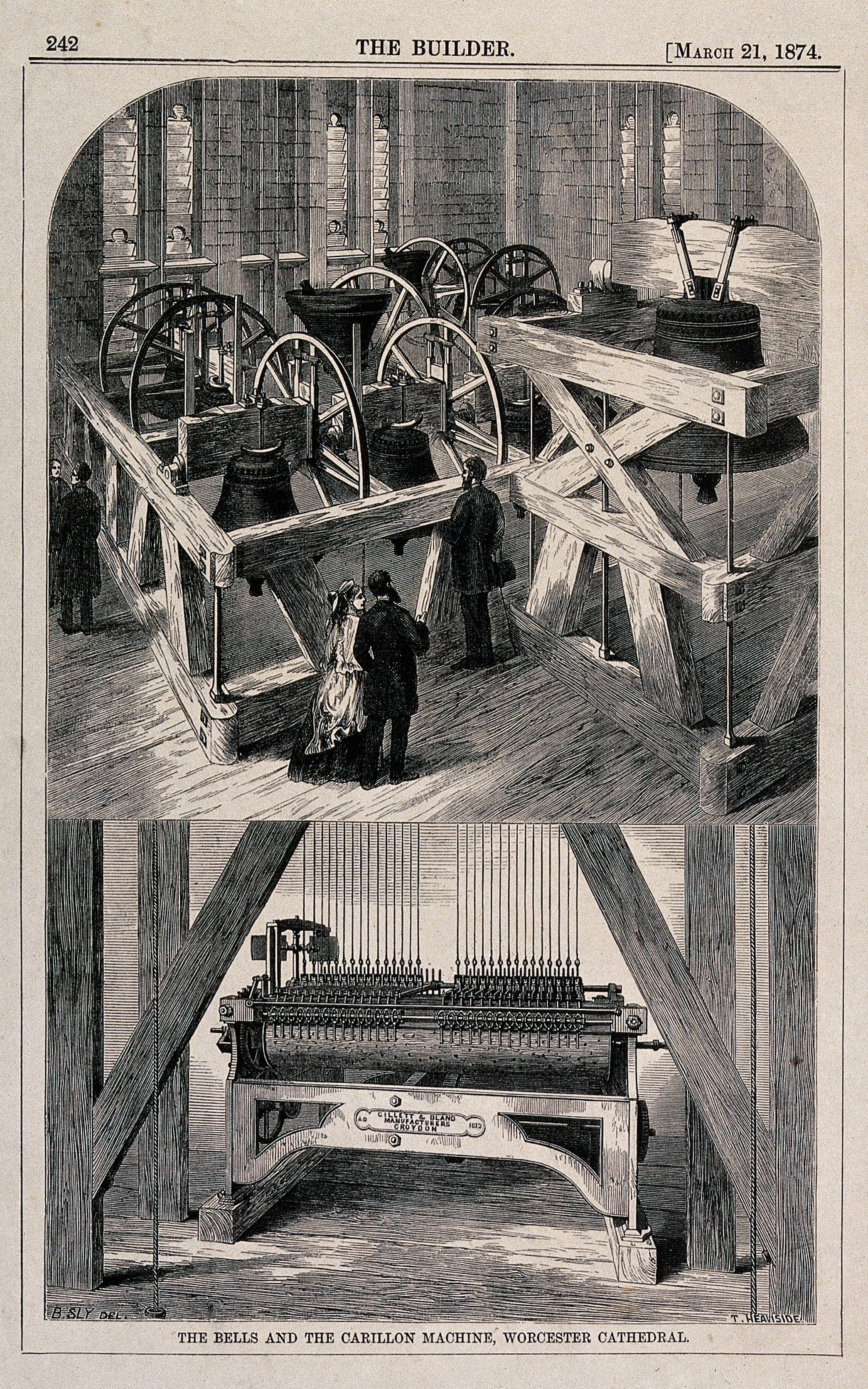
Klokkenzolder en speeltrommel van de kathedraal van Worcester. Blijkens de inscriptie is dit gelui in 1873 gebouwd door Gillett & Bland uit Croydon, het latere Gillett & Johnston. Als tijdaanduiding is op de klokken een uitgebreide voorslag aangebracht door middel van een speeltrommel met vaste melodieën.

In Engelstalige landen wordt soms een hele reeks diatonisch gestemde klokken gebruikt. Het aantal klokken in de reeks varieert van 4 tot 16. Deze manier van luiden is kenmerkend voor Groot-Brittannië. Het wisselluiden stamt uit de Middeleeuwen, maar de bloeitijd lag in de 17e en begin 18e eeuw. Daarna raakte het in verval, maar thans is het weer actueel en wordt het in ruim 5500 klokkentorens in Engeland weer toegepast.
De klokken draaien iets meer dan 360 graden rond. In de ruststand bevindt de klok zich iets voorbij het bovenste punt, dus met de mond van de klok omhoog. Doordat men zachtjes aan het touw trekt, komt de klok in beweging. De klok zwaait naar beneden, de klepel slaat tegen de klok, en de klok komt aan de andere kant weer omhoog, waar ze iets voorbij het bovenste punt weer tot rust komt. Daarna trekt de klokkenluider opnieuw, zodat de klok weer terugzwaait.
Door elke klok handmatig op een ander moment te laten luiden (gecontroleerde vliegende klepels) kan men bepaalde patronen doen ontstaan. Deze techniek is zeer populair, maar is slechts mogelijk met betrekkelijk kleine klokken. Deze manier van luiden wordt altijd met touwen gedaan.
De personen die deze techniek toepassen, moeten elkaar goed in de gaten houden. Meestal begint de hoogste klok (nummer 1 of treble), terwijl de luider zijn collega's waarschuwt: "Treble going – she's gone!" Even nadat 1 aan zijn touw getrokken heeft, trekt 2, en daarna 3. Tegen de tijd dat klok 1 klinkt, is luider 4 al aan de beurt om te trekken. Nu klinkt er een dalende toonladder, bijvoorbeeld BAGFEDC. Dit patroon wordt echter niet precies zo herhaald. 1 zal, als zijn klok omhoog komt, de klok iets tegenhouden, zodat de klok in de volgende reeks wat later komt. Bovendien zal 2 de klok wat eerder terugtrekken. Het resultaat is ABGFEDC, AGBFEDC enzovoort. Volgens de regels van change ringing moet iedere combinatie van tonen een keer voorkomen. Met zeven klokken zijn er ruim 5000 combinaties, zodat het hele spel meer dan een uur kan duren.
In Nederland wordt een soortgelijke situatie van wisselluiden gebruikt bij de stadskerk van Geldrop, de Sint-Brigidakerk. Alleen worden de klokken niet op de Engelse manier geluid, maar worden de klepels van de beiaard via het pedaalklavier verbonden aan een touw lager in de toren, waardoor men slechts een kort rukje hoeft te geven om de klok te laten klinken. De klokken klinken dan direct op het moment dat men aan het touw trekt, wat veel overzichtelijker is. Deze werkwijze werd voor het eerst gebruikt op de beiaard van de Grote Kerk in Dordrecht, toen Jaap van der Ende stadsbeiaardier was. Tegenwoordig spelen de klokkenluiders hier hun spel op een echt bewegend Engels systeem dat in het 'klokhuis' naast de toren is opgesteld. De klokken hangen in een geluiddichte ruimte op de zolder van dit clubhuis zodat niemand zich aan dit luiden kan storen. Regelmatig komen er Engelsen naar Dordrecht om hier hun wisselluidkunsten te beoefenen.

### Oost-Europa

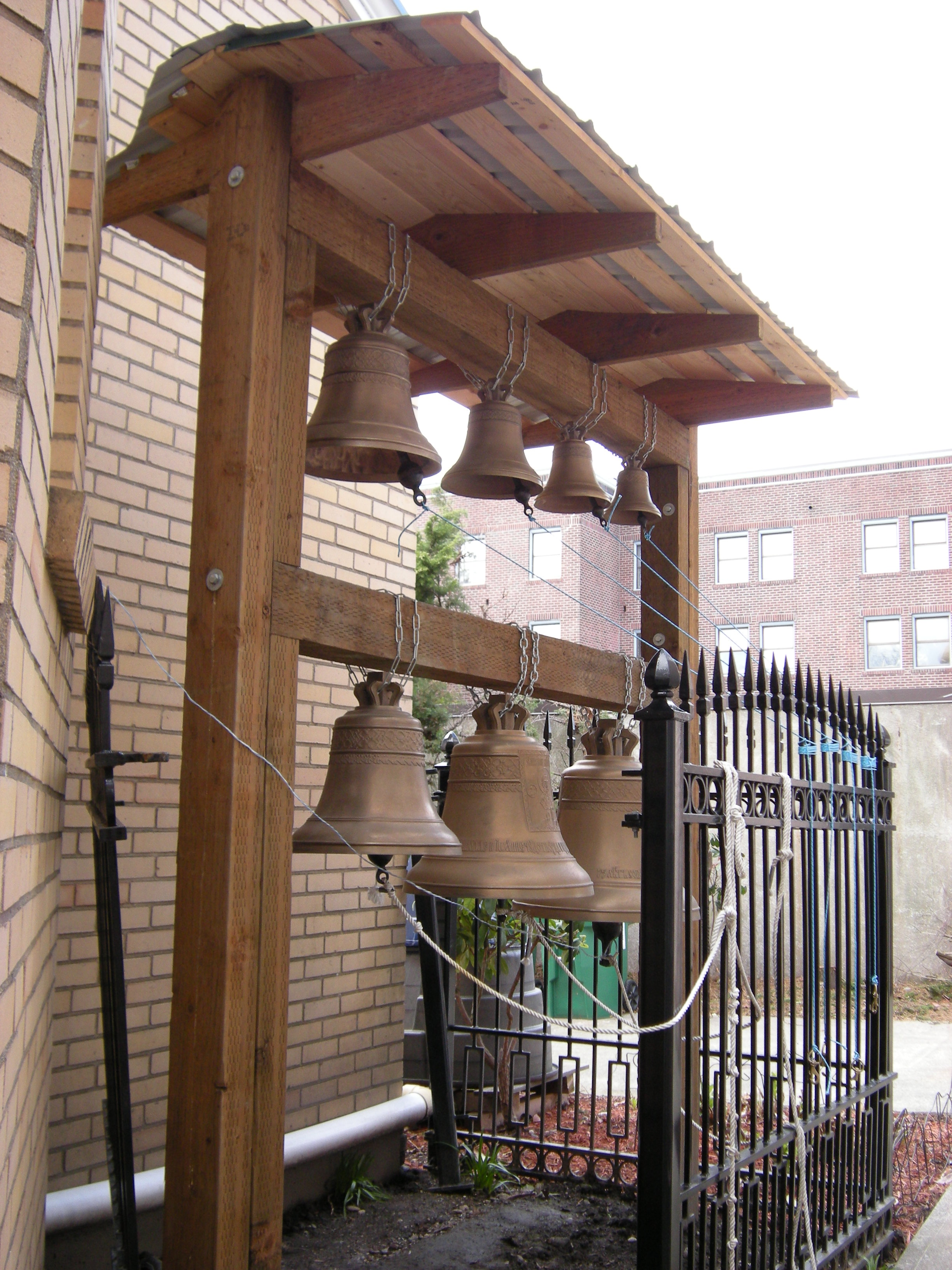
Orthodoxe luidklokken

In Oost-Europa, dat wil zeggen in de Oosters-orthodoxe kerken, hangt de klok vast, maar is aan de klepel een touw bevestigd zodat de klepel tegen de wand van de klok kan worden getrokken (zoals bij een carillon). Het is gebruikelijk met ritmische patronen zo te kleppen.

### Azië

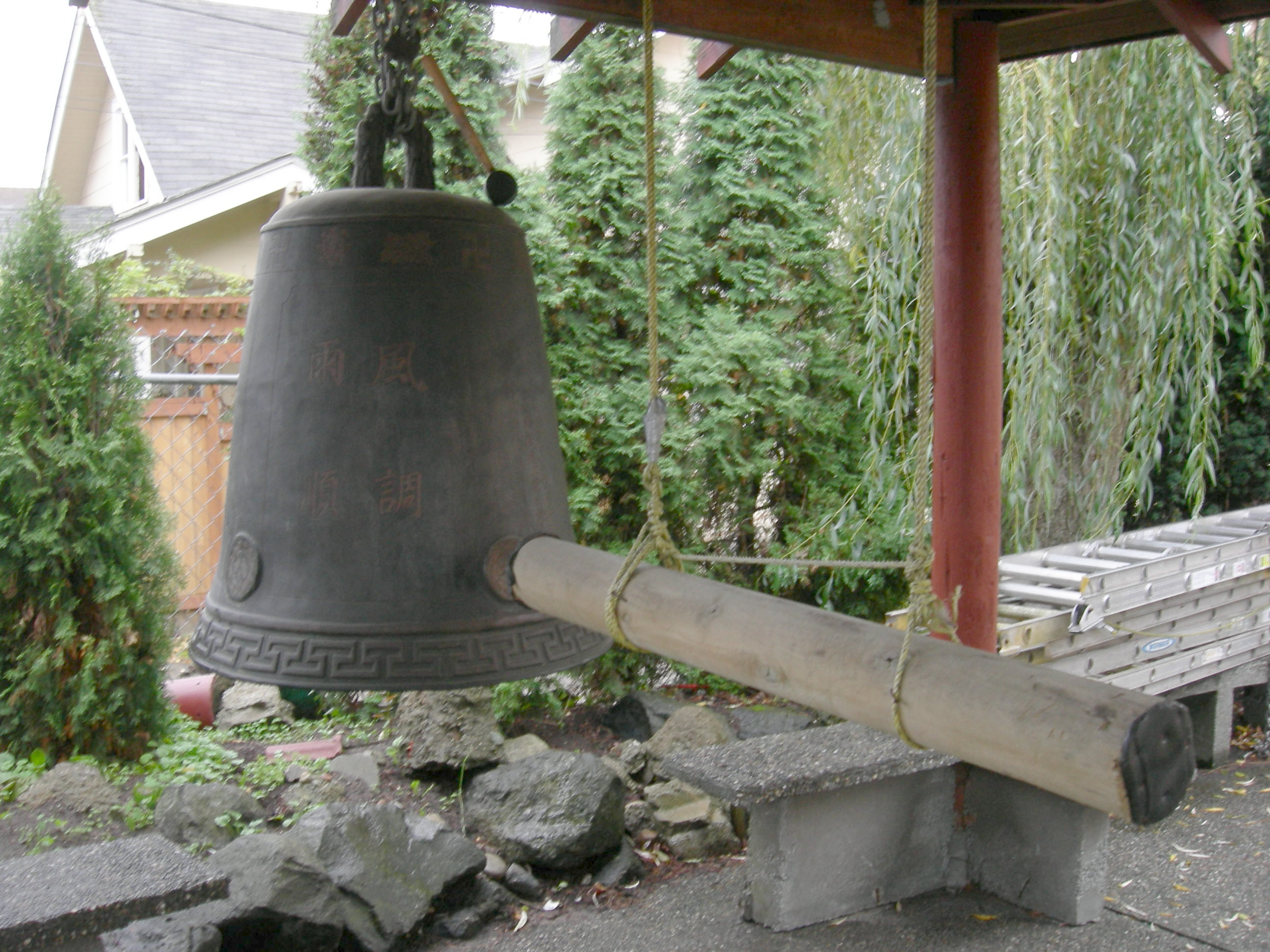
Boeddhistische klok

Landen in Azië die vroeger een kolonie zijn geweest, hebben vaak de luidmethode van hun voormalige bezetter overgenomen. Zo zijn er in India nog kerken te vinden met wisselluidklokken (Brits). Op de Filipijnen luidt men de klokken op de Spaanse wijze. In Vietnam luidt men de kerkklokken weer met de rechte luidas (die overwegend in Frankrijk wordt gebruikt). In Azië worden de klokken vooral met de hand geluid, meestal door kosters en misdienaars.
Verder zijn er nog boeddhistische tempels die de klokken luiden door er met een houten ronde balk tegen te slaan. Deze balk is gewoonlijk aan twee punten door middel van touwen horizontaal opgehangen. Aan de onderzijde hangt een langer touw, waarmee men door het te zwaaien de balk in beweging kan brengen. De balk slaat hierdoor de klok aan de buitenzijde. Deze techniek wordt bij boeddhistische tempels gebruikt, zelden bij kerken.

## Beroemde klokken

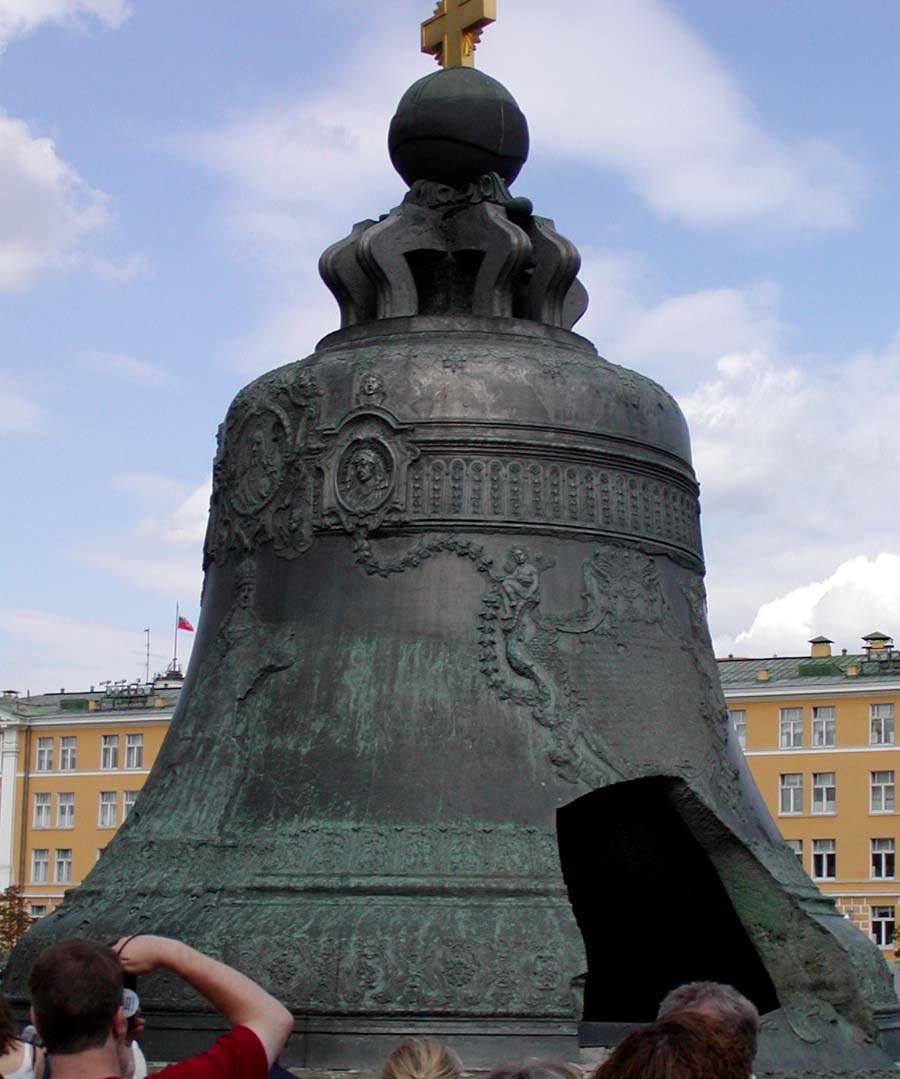
De Tsarenklok in Moskou

- De Sint-Pietersklok in de Dom van Keulen, de grootste luidende klok van Europa (24.000 kg).
- De Big Ben in de klokkentoren (Elisabeth tower) van het Palace of Westminster in Londen, 13.828 kg. In 1858 gegoten door Mears & Stainbank.
- De Gloriosa in de Dom van Erfurt, in 1497 door Geert van Wou uit Kampen gegoten. Deze "moeder aller klokken" weegt 11.370 kg en heeft een diameter van 2,58 m.
- Het gelui van de Domtoren in Utrecht bestaat uit maar liefst veertien klokken, waarvan de grootste zeven van de beroemde klokkengieter Geert van Wou stammen.
- De Tsarenklok in het Kremlin in Moskou, de grootste klok ooit gegoten, 6,14 m hoog en bijna 202 ton zwaar. De klok staat opgesteld op een sokkel van graniet en heeft nooit geklonken; tijdens de afwerking is een groot stuk afgebroken.
- De Maria Dolens in Rovereto (23.000 kg, diameter 3,22 m).
- De Liberty Bell in Philadelphia, Pennsylvania.
- De World Peace Bell in Newport, Kentucky (33.385 kg).
- De Pummerin in de Stephansdom in Wenen. Gegoten in 1711, vernietigd in 1945, opnieuw gegoten in 1951. 21.380 kg zwaar, inclusief de klepel van 813 kg. Diameter 3,14 m.
- De Klokke Roeland in Gent, in 1660 gegoten door Pieter Hemony ter vervanging van een oudere klok. De klok barstte in 1914 en werd op een sokkel geplaatst, maar zij is in 2003 gerestaureerd en zal in de toekomst wellicht weer dienstdoen in het carillon van het belfort.
- De Le Bourdon Marie-klok in de Notre Dame in Parijs, in 2012 gegoten door Royal Eijsbouts te Asten. Het is de grootste klok uit een serie, met een diameter van 1,6 meter en gewicht van ruim zes ton. De klok luidt aan een rechte as, en heeft als toon een Gis0

## Symboliek van de klok

### Boeddhisme
De boeddhistische bel (ghanta) is een symbool van de leegte, vergankelijkheid, het vrouwelijk beginsel en wijsheid. De bel gaat steeds vergezeld van een dorje of donderkeil, het symbool van het mannelijk beginsel, het onverwoestbare en heilzame. Bel en dorje worden tijdens de mudra's of rituele handgebaren gebruikt. De bel is een hulpmiddel bij de meditatie en heeft een sacrale functie tijdens gebedsdiensten, rituelen of rituele handelingen. Ze geeft aan dat de kracht van goden of demonen indaalde in de gemeenschap. Het aandraaien van de bel met een hardhouten stok veroorzaakt een doorzingende toon.

### Christendom

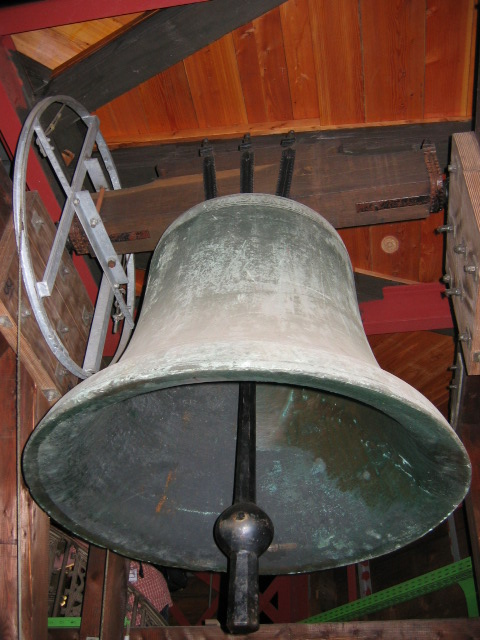
Angelusklok

De christelijke bel is het attribuut van Antonius van Egypte. Deze bel is soms bevestigd aan zijn staf; ook de varkens van zijn orde dragen een bel.
In de katholieke kerken hangt in de regel een sacristieklok naast de ingang van de sacristie. Deze wordt in het begin en aan het einde van de heilige mis één keer geluid. Verder zijn er in katholieke kerken een of meerdere altaarbellen, een altaargong of een sanctusbel om tijdens de consecratie belangrijke momenten aan te duiden. Sommige zijn na het Tweede Vaticaanse Concilie in onbruik geraakt.
Basilieken hebben altijd een tintinnabulum, samen met het conopeum in de kerk. Het tintinnabulum wordt geluid bij aanvang van belangrijke processies.
In de meeste katholieke kerken wordt om 12 uur het angelus geluid. Het wordt soms ook om 6 uur of 7 uur 's morgens en 's avonds geluid. Er wordt dan drie keer drie slagen geluid op de klok die de drie weesgegroetjes representeren, waarna de klok een minuut of twee wordt geluid.
Tevens zijn er kerken die op zaterdagavond de zondag inluiden.
Het gebruik van álle klokken wordt gestaakt tijdens het Paastriduüm om het lijden van Christus te gedenken.
In de paasnachtmis worden daarentegen alle klokken: de luidklokken, altaarklokken en sacristieklokken geluid tijdens het Gloria om de opstanding van Christus te herdenken; het zogenaamde plenum of volgelui.

### Seculier
De klok is het attribuut van de gepersonifieerde muziek. Zij bespeelt een klokkenspel met een hamer.

## Trivia
- In sommige culturen worden klokken en bellen om de hals van dieren gedaan. Dit gebeurt bijvoorbeeld in Zwitserland. Ook narren droegen een gordel met belletjes. In België dragen bellenmannen een klok bij zich om mededelingen bekend te maken.
- Tijdens de Tweede Wereldoorlog werden duizenden kerkklokken gevorderd voor de verwerking in de Duitse oorlogsindustrie, de klokkenvordering.